# Kolla nigrifascia
Kolla nigrifascia är en insektsart som beskrevs av Yang et Li 2000. Kolla nigrifascia ingår i släktet Kolla och familjen dvärgstritar. Inga underarter finns listade i Catalogue of Life.